# هرمان دالماسیایی

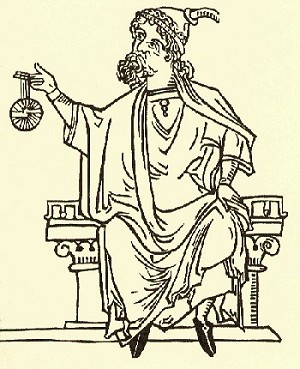
هرمان دالماسیایی که به هرمان قرنطیایی نیز مشهور است.

هرمان دالماسیایی (Herman Dalmatin) فیلسوف، اخترشمار، و مترجم زبان عربی به لاتین و از شاگردان تئودوریک شارتری بود. وی در شارتر یا پاریس تحصیل کرد و در حدود ۱۱۳۸ ـ ۱۱۴۲ میلادی در اسپانیا و در ۱۱۴۳ میلادی در لانگدوک‌ می‌زیست.
هرمان دالماسیایی را هرمان اسلاو، یا هرمان قرنطیایی یا هرمانوس دالماسیایی یا هرمان دوم نیز می‌نامیدند.

## آثار و فعالیت ها

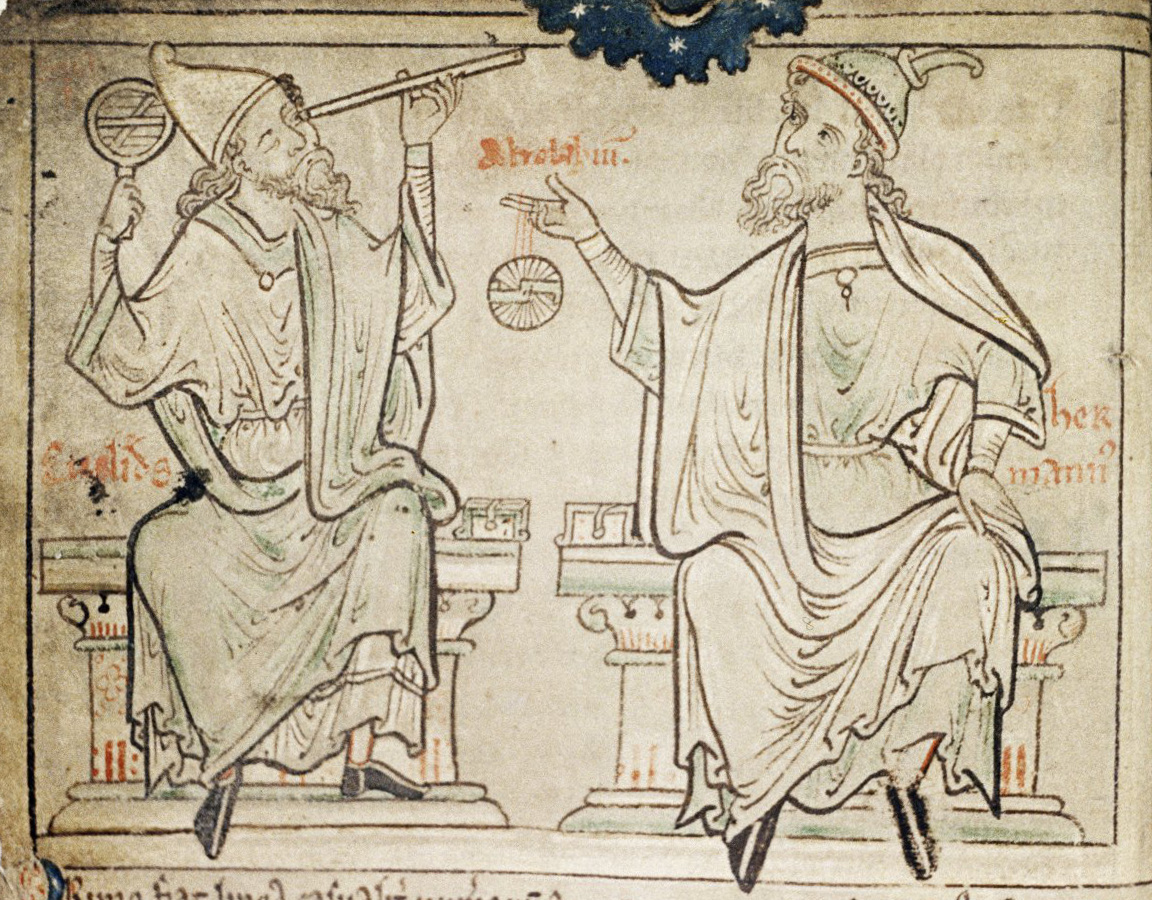
نقاشی از هرمان دالماسیایی در حال گفت و گو با یک مرد عرب زبان

برخی از آثار و فعالیت های هرمان به شرح زیر است:
۱ـ در ۱۱۳۸ میلادی رساله‌ای در اخترگویی از سهل بن بشر یهودی را به لاتینی ترجمه نمود.
۲ـ در حدود ۱۱۴۰ میلادی دست به ترجمه زیج خوارزمی زد.(که البته هنوز از نظر تاریخی به صورت قطعی محقق نشده است).
۳ـ در حدود ۱۱۴۰ میلادی کتاب المدخل الی علم احکام النجوم اثر ابومعشر بلخی را ترجمه نمود.(این ترجمه که به رابرت چستری اهدا شده بهتر از ترجمهٴ یوحنای اشبیلی در حدود ۱۱۳۳ میلادی است.).
۴ـ در حدود ۱۱۴۲ میلادی در لیون دو رساله بر ضد اسلام نوشت به نام‌های درباب امت اسلام، و آیین محمدی‌، که هر دو اول بار همراه ترجمهٴ لاتینی قرآن چاپ شد (بال، ۱۵۴۳ میلادی).
۵ـ ترجمهٴ تسطیح‌الاٴُکر بطلمیوس و شرح آن از حکیم مجریطی .لازم به ذکر است که این کتاب را هرمان به ‌لاتینی ترجمه کرده، نه رودلف بروژی. هرمان ترجمهٴ خود را در ۱۱۴۳، در تولوز، به‌اتمام رساند و آن را به استاد خویش تئودوریک شارتری تقدیم کرد. ترجمهٴ مسلمه و برگردان هرمان از آن تنها وسایلی است که تسطیح‌الاٴُکر را برای ما دسترس‌پذیر ساخته است.
۶ـ اندرباب جوهرها. رسالهٴ اصیلی که در ۱۱۴۳، تألیف آن‌را در تولوز آغاز کرد و در همان سال در بزیه به‌اتمام رساند، که به رابرت چستری تقدیم کرد.
آثار دیگری در باب هواشناسی، حساب، هندسه‌، اخترشناسی و غیره هم به هرمان دالماسیایی منسوب است.

## آیین محمدی
رساله آیین محمدی (Doctrina Muhamet) ترجمه‌ای است از مکالمهٴ مجعول میان عبدالله بن سَلام یهودی‌ و پیامبر اسلام اثر هرمان دالماسیایی و مربوط به نیمه اول قرن دوازدهم میلادی. این کتاب، احتمالاً با ترجمهٴ قرآن که در ۱۱۴۱ ـ ۱۱۴۳ میلادی به وسیلهٴ رابرت چستری صورت گرفت، ارتباط داشته است.